# Hertha (Schiff, 1865)
Die Hertha war eine Gedeckte Korvette der Preußischen Marine, der Marine des Norddeutschen Bundes sowie später der Kaiserlichen Marine. Zusammen mit ihrem Schwesterschiff Vineta gehörte sie zum zweiten Baulos der Arcona-Klasse, welches einen verlängerten Rumpf aufwies. Die Arcona-Klasse war die erste Klasse von Kriegsschiffen, die seit der Kurbrandenburgischen Marine auf Werften in Preußen gebaut wurden.
Wegen Finanzproblemen und Problemen bei der Lieferung von Bauholz verzögerte sich der Bau der Hertha zunächst. Der Stapellauf fand am 1. Oktober 1864 auf der Königlichen Werft in Danzig statt. Nach ihrer Indienststellung 1865 wurde die Korvette zunächst nach Griechenland entsandt, um Preußen bei den Krönungsfeierlichkeiten des neuen griechischen Königs Georg I. zu vertreten.
1869 sollte die Hertha die Medusa als weiteres Stationsschiff in Ostasien verstärken. Von diesem Zeitpunkt an war Heinrich Köhler Kommandant des Schiffes, bis er 1873 zum Konteradmiral befördert wurde. Auf dem Weg dorthin nahm die Korvette an der Eröffnung des Sueskanals teil und war damit eines der ersten Schiffe, das den Kanal passierte. Während des Deutsch-Französischen Krieges hielt sich die Hertha als Stationär in Japan auf und wurde zusammen mit der Medusa im Hafen von Yokohama von überlegenen französischen Kriegsschiffen festgehalten. 1872 kehrte sie aus Asien zurück und wurde dann als Schulschiff für Seekadetten eingesetzt, wobei sie mehrere Auslandsfahrten auch nach Übersee unternahm. Das Schiff war unter Kommando von Kapitän zur See Eduard Knorr vom März 1874 bis Juni 1876 Teil des Ostasiengeschwaders.
In den Jahren von 1874 bis 1877 befand sich die Korvette Hertha auf großer Fahrt nach Ostasien und in den Südpazifik. Eines der Ziele dieser Reise war, zusammen mit den deutschen kaiserlichen Konsulen Meistbegünstigungsverträge des Deutschen Kaiserreichs mit den Samoa- und den Tonga-Inseln abzuschließen. Die Hertha wurde Unterzeichnungsort für den Freundschaftsvertrag zwischen dem Deutschen Reich und Tonga am 1. November 1876 im Hafen von Nukuʻalofa auf Tongatapu. An Bord der Hertha befand sich u. a. der Marinezahlmeister Gustav Adolph Riemer, der zahlreiche Fotografien von den Stationen der Hertha-Reise aufnahm. Etliche seiner Aufnahmen wurden später in August Fuhrmanns Kaiser-Panoramen unter der Rubrik „die Hertha-Reise“ gezeigt. In den Jahren 1880 bis 1882 unternahm die Hertha eine ausgedehnte Ausbildungsreise, die das Schiff nach Ostasien (Juni 1881 bis März 1882), in die Südsee und nach Afrika führte. So hielt sie sich im Juni 1881 in Yokohama auf. Im Juni 1882 befand sie sich zu einem Besuch beim Sultan Barghasch ibn Said vor Sansibar und reiste anschließend weiter nach Dahomey, wo Verhandlungen mit dem Königreich Dahomey zugunsten deutscher Handelsinteressen geführt wurden.
Der Hydrograph Ernst Rottok (* 18. April 1851 in Eutin, 1868 Eintritt in die Norddeutsche Marine, 1877 kurzzeitig Kommandant der Sperber, seit 1899 Wirklicher Geheimer Admiralitätsrat) unternahm von 1869 bis 1872 eine größere Reise auf der Hertha. Von der gleichen Reise sind Fotoalben und ein Tagebuch des Marineoffiziers Emil Kutzen in seinem Nachlass in der Universitätsbibliothek der Goethe-Universität Frankfurt erhalten und digitalisiert zugänglich.
1884 wurde die Hertha aus dem Register der Kriegsschiffe gestrichen, danach als Hulk verwendet. 1902 wurde sie abgewrackt.
Ihr Name Hertha geht auf eine altgermanische, bei Tacitus erwähnte Erdgottheit (eigentlich Nerthus) zurück.